# Shopping Plaza Rio das Ostras
O Shopping Plaza Rio das Ostras é um shopping center localizado na cidade de Rio das Ostras, no estado do Rio de Janeiro. A prefeitura reconheceu o shopping como o "maior empreendimento comercial do município e um dos maiores da região". A infraestrutura abrange 30 mil m² de área total construída, com 17 mil m² de Área Bruta Locável (ABL). O estacionamento conta com mais de mil vagas.
O empreendimento possui três andares: no terceiro, encontram-se 40 salas dedicadas a especialidades de saúde e conveniência, enquanto o segundo andar é inteiramente voltado para um espaço fitness, com uma academia moderna, uma escola de ginástica e outra de artes marciais. Ao todo, são 106 lojas, incluindo 5 âncoras, 3 semiâncoras, 2 megalojas e outros empreendimentos, totalizando 193 operações.
A Prefeitura Municipal de Rio das Ostras realizou um Estudo de impacto de vizinhança para assegurar que o projeto tivesse um impacto positivo na região. Um dos resultados oficiais confirmou: "O empreendimento não gera impacto ambiental, uma vez que o terreno é plano, sem vegetação significativa ou de interesse nos arredores".

## História
O Shopping Plaza Rio das Ostras foi inaugurado em 16 de abril de 2024.